# Muscolo tensore della fascia lata
Il muscolo tensore della fascia lata (Musculus tensor fasciae latae) è un muscolo appiattito e allungato, situato nella parte laterale dell'osso iliaco. Insieme al muscolo grande gluteo costituisce lo strato superficiale dei muscoli esterni dell'anca.

## Origine ed inserzione
Origina dalla spina iliaca antero-superiore e dall'estremità anteriore della cresta iliaca. I suoi fasci muscolari, che decorrono lateralmente rispetto allo scheletro della coscia, si inseriscono in un lungo tendine che si fonde con la fascia lata formando un ispessimento, detto tratto ileotibiale. Quest'ultimo prosegue in basso inserendosi al condilo laterale della tibia.

## Funzioni
Il tensore è un muscolo flessore, abduttore e rotatore interno dell'anca; tendendo la porzione laterale della fascia lata, flette la coscia sul bacino, la abduce e la ruota internamente.
È anche uno stabilizzatore del ginocchio quando questo è esteso; a ginocchio piegato, esso è in grado di fletterlo e ruotarlo esternamente. Quando prende punto fisso sulla fascia e sul condilo tibiale, inclina il bacino dal proprio lato.
Inoltre stabilizza il corpo quando, nella deambulazione e nelle corse, poggia su un solo arto, quindi è importante nella stazione eretta asimmetrica, poiché è un potente stabilizzatore del bacino insieme alla muscolatura glutea.

## Innervazione
Il muscolo tensore della fascia lata è innervato dal nervo gluteo superiore (L4, L5, S1).